# Виридарский, Михаил Сергеевич
Михаил Сергеевич Виридарский (20 февраля 1894 года, Санкт-Петербург — 11 мая 1961 года, Ташкент) — советский библиотечный работник и библиограф; главный редактор Государственной публичной библиотеки им. М. Е. Салтыкава-Щедрина в 1925—1941 годах; Заслуженный библиотекарь Узбекской ССР.

## Биография
М. С. Виридарский родился 20 февраля 1894 года в Санкт-Петербурге в семье дворян Черниговской губернии доктора медицины Сергея Тимоновича Виридарского и Марии Михайловны, урожденной Федоровской. В 1918 году окончил Петроградский университет, а в 1924—1926 годах — Высшие курсы библиотековедения в Ленинграде. Ещё в стенах университета С. С. Виридарский работал в студенческом библиографическом кружке и слушал курс лекций по книговедению Н. М. Лисовского.
С 1924 года началось библиотечно-библиографическая и архивистская деятельность М. С. Виридарского. Работая с 1925 по 1943 год в научно-технических библиотеках Ленинграда, М. С. Виридарский был в то же время (1929—1941) главным библиотекарем Государственной публичной библиотеки им. М. Е. Салтыкава-Щедрина. Он не прекращал свою библиотечную работу в Ленинграде и в дни блокады города.
В 1943 году М. С. Виридарский был эвакуирован из Ленинграда в Ташкент и с тех пор непрерывно работал в библиотеках Узбекистана. С 1946 года и по день смерти он работал в Государственной публичной библиотеке им. Алишера Навои в Ташкенте и был широко известен в среде научной общественности Узбекистана.
М. С. Виридарский скончался 11 мая 1961 года после тяжёлой и продолжительной болезни. Заслуги М. С. Виридарского были достойно оценены правительством. Он был награждён медалью «За оборону Ленинграда», Почётной грамотой Верховного совета Узбекской ССР и удостоен звания заслуженного библиотекаря Узбекской ССР.